# Styl arkadowy

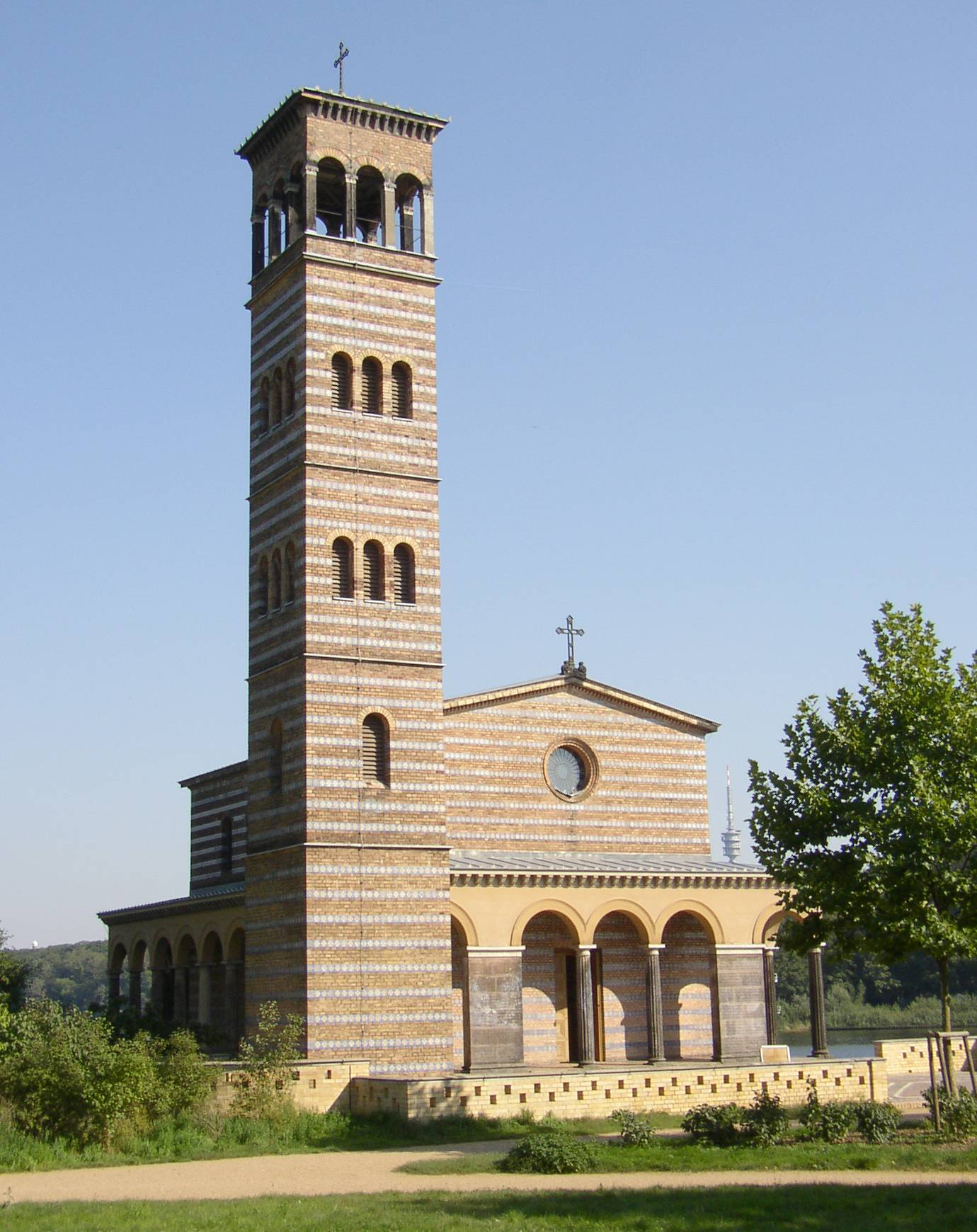
Kościół Zbawiciela w Poczdamie

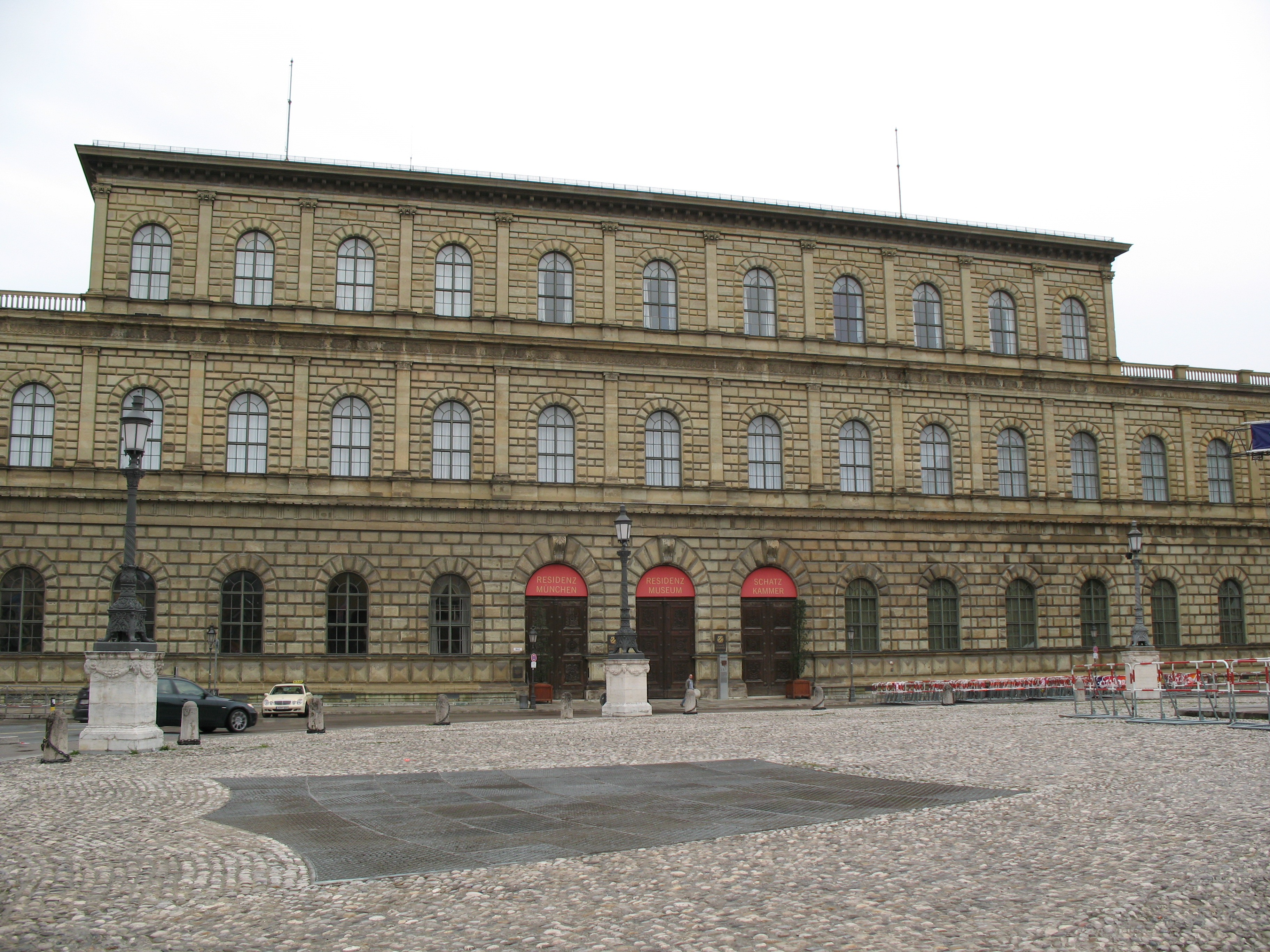
Königsbau – południowa część Rezydencji Monachijskiej

Styl arkadowy, styl okrągło-łukowy, (z niem.) Rundbogenstil – prąd w architekturze historyzmu (czasem uważany za formę przejściową między klasycyzmem a historyzmem), nawiązujący do architektury romańskiej, wczesnochrześcijańskiej, bizantyjskiej i częściowo też włoskiego renesansu. W przeciwieństwie jednak do neoromanizmu i neorenesansu, nie starał się odtwarzać bezpośrednio form historycznych.
Za jego twórcę uważa się Heinricha Hübscha. Rozwijał się w I połowie XIX wieku w Niemczech, zwłaszcza w Bawarii, gdzie jego głównymi przedstawicielami byli Leo von Klenze i Friedrich von Gärtner, oraz Prusach, gdzie budowle w tym stylu projektował przede wszystkim Ludwig Persius, w mniejszym stopniu Karl Friedrich Schinkel.

## Najważniejsze dzieła
- kościół Świętej Trójcy w Toruniu, 1824, Karl Friedrich Schinkel
- Gimnazjum Królewskie w Gdańsku, 1837, Karl Friedrich Schinkel
- kościół św. Ludwika w Monachium, 1829–44, Friedrich von Gärtner
- rozbudowa Rezydencji Monachijskiej (Königsbau i kościół Wszystkich Świętych), 1826–35, Leo von Klenze
- Kunsthalle w Karlsruhe, 1836–46, Heinrich Hübsch
- gmach główny Szkoły Politechnicznej w Karlsruhe (wówczas szkoły półwyższej), 1836, Heinrich Hübsch
- synagoga w Laufersweiler, 1839
- gmach główny Uniwersytetu Ludwika i Maksymiliana w Monachium, 1840, Friedrich von Gärtner
- kościół Zbawiciela w Poczdamie, 1841–44, Ludwig Persius
- gmach Bawarskiej Biblioteki Krajowej w Monachium, 1843, Friedrich von Gärtner
- kościół Pokoju w Poczdamie, 1845–48, Ludwig Persius
- kościół Świętej Trójcy w Kwidzynie, 1846–58, Karl Friedrich Schinkel
- kościół św. Marka w Burgwedel, 1855
- kościół Zmartwychwstania Pańskiego w Katowicach, 1856–58, Richard Lucae
- synagoga w Meisenheimie, 1866
- synagoga w Krakowie am See, 1866
- synagoga w Drohobyczu, 1865
- liczne dworce kolejowe tak zwanej pierwszej generacji (sprzed 1870), z których zachowały się, między innymi:
  - Hamburski w Berlinie z 1847
  - w Minden z 1847
  - w Bad Hersfeld z 1866
  - w Tybindze z 1867
  - w Crimmitschau z 1873